# Ivan Malré
Ivan Malré, eigentlich Ivan Malesevic, (* 9. November 1922 in Kikinda, Königreich Jugoslawien; † 22. März 1974 in Leipzig) war ein jugoslawisch-deutscher Schauspieler und Synchronsprecher.

## Leben
Ivan Malesevic kam als Kind mit seiner Familie in das damalige Deutsche Reich und entdeckte früh seine Leidenschaft für das Schauspiel. Von 1939 bis 1941 nahm er Schauspielunterricht in Prag, gefolgt von Engagements an Bühnen in Brüx und Marienbad. Später wurde er als Soldat zum Kriegsdienst in die Wehrmacht eingezogen und im weiteren Verlauf der Kriegshandlungen in Gefangenschaft genommen.
Im Jahr 1949 begann er sich wieder dem Schauspiel zuzuwenden, mit Stationen an Theatern in Neuruppin, Senftenberg, Zeitz und Altenburg. Von 1957 bis zu seinem Lebensende war er Ensemblemitglied der Städtischen Theater Leipzig. Parallel zu seiner Tätigkeit als Bühnendarsteller wurde er auch für den Film und das Fernsehen der DDR entdeckt und vielfach in Rollen als Schurke und Bösewicht besetzt. Größere Rollen hatte er vorwiegend in Filmen der DEFA, so wie beispielsweise in Richard Groschopps Krimi Ware für Katalonien (1959) oder Freispruch mangels Beweises (1962).

## Filmografie (Auswahl)
- 1957: Spielbank-Affäre
- 1957: Wo Du hingehst...
- 1959: Ware für Katalonien
- 1960: Trübe Wasser
- 1960: Die Liebe und der Co-Pilot
- 1961: Vielgeliebtes Sternchen (TV)
- 1961: Der Traum des Hauptmann Loy
- 1961: Tempel des Satans
- 1962: Das grüne Ungeheuer (TV-Mehrteiler)
- 1962: Freispruch mangels Beweises
- 1962: Mord in Gateway
- 1963: Jetzt und in der Stunde meines Todes
- 1963: Die Spur führt in den 7. Himmel (TV-Film in fünf Teilen)
- 1964: Alaskafüchse
- 1964: Das schwedische Zündholz (1964)
- 1966: Lebende Ware
- 1966: Schwarze Panther
- 1967: DEFA 70
- 1967: Ein Lord am Alexanderplatz
- 1968: Blaulicht: Leichenfund im Jagen 14
- 1969: Verdacht auf einen Toten
- 1970: Unterwegs zu Lenin
- 1970: KLK an PTX – Die Rote Kapelle
- 1971: Husaren in Berlin

## Theater
- 1965: Johann Nestroy: Einen Jux will er sich machen (Zangerl) – Regie: Erich-Alexander Winds  (Leipziger Schauspielhaus)

## Hörspiele
- 1963: Rolf Schneider: Der Ankläger (Manager Rutter) – Regie: Fritz Göhler (Hörspiel – Rundfunk der DDR)
- 1971: Heinrich Mann: Die Jugend des Königs Henri Quatre – Regie: Fritz Göhler  (Hörspiel – Rundfunk der DDR)